# The Bash
The Bash — pay-per-view шоу профессионального рестлинга, проводимое федерацией World Wrestling Entertainment (WWE). Проходило 28 июня 2009 года в «АРКО Арена» Сакраменто, Калифорния, США. Это было шестое и последнее шоу в линейке The Great American Bash и единственное с названием The Bash. В нём принимали участие рестлеры со всех трёх брендов WWE: Raw, SmackDown! и ECW. В рамках мероприятия состоялось восемь поединков. Количество заказов шоу составило 178 000.

## Результаты
| #    | Поединки                                                                                      | Условия                                                                           | Время |
| ---- | --------------------------------------------------------------------------------------------- | --------------------------------------------------------------------------------- | ----- |
| Dark | R-Truth победил Шелтона Бенджамина                                                            | Поединок один на один                                                             | n/a   |
| 1    | Томми Дример (c) победил Джека Сваггера, Кристиана, Марка Генри (с Тони Атласом) и Финли      | Схватка за титул чемпиона ECW                                                     | 14:46 |
| 2    | Рей Мистерио победил Криса Джерико (c)                                                        | Поединок «маска против титула» за титул интерконтинентального чемпиона WWE        | 15:42 |
| 3    | Дольф Зигглер победил Великого Кали (с Раджином Синхом)                                       | Поединок без дисквалификаций и отстранений                                        | 04:59 |
| 4    | Эдж и Крис Джерико победили Колонс (Карлито и Примо) (c) и Наследие (Коди Роудс иТед Дибиаси) | Командный поединок «тройная угроза» за титул объединенных командных чемпионов WWE | 09:37 |
| 5    | Мишель Маккул (с Алисией Фокс) победили Мелину (c)                                            | Поединок за титул женского чемпиона WWE                                           | 06:34 |
| 6    | Джефф Харди победил СМ Панка (c) в результате дисквалификации                                 | Поединок за титул чемпиона мира в тяжелом весе                                    | 14:36 |
| 7    | Джон Сина Победил Миза                                                                        | Поединок один на один                                                             | 05:39 |
| 8    | Рэнди Ортон (c) победил Triple H                                                              | Поединок «3 круга Ада» за титул чемпиона WWE                                      | 21:23 |